# Керівники Харківської області
Керівником Харківської області є голова Харківської обласної державної адміністрації, який керує виконавчою гілкою влади Харківської області.
На посаду голови обласної державної адміністрації призначає Президент України за рекомендацією Прем'єр-міністра України строком на чотири роки.

## Керівники

### Голова виконавчого комітетуХарківської обласної ради
- Василь Кузьменко (1932-1933)
- Ілля Шелехес (1933-1934)
- Іван Федяєв (1934-1935)
- Григорій Прядченко (1935-1937)
- Микола Прокопенко (1937-1938)
- Григорій Бутенко (1938-1940)
- Петро Свинаренко (1940-1942)
- нацистська окупація (1941-1943)
- Федір Артем (1942-1943 рр.) (в. о.)
- Дмитро Жила (1943) (в. о.)
- Іван Волошин (1943-1954)
- Дмитро Піснячевський (1954-1963)[a]
- Костянтин Трусов (1963-1964) [b]
- Дмитро Піснячевський (1964-1968)
- Андрій Бездітко (1968-1983)
- Олександр Масельський (1983-1992)

### Представник Президента
- Олександр Масельський (1992-1994)

### Голова виконавчого комітету
- Олександр Масельський (1994-1995)

### Керівники адміністрації
- Олександр Масельський (1995-1996)
- Олег Дьомін (1996-2000)[c]
- Євген Кушнарьов (2000-2004)
- Степан Масельський (2004-2005)
- Арсен Аваков (2005-2010)
- Володимир Бабаєв (2010) (в. о.)
- Михайло Добкін (2010-2014)
- Ігор Балута (2014-2015)
- Ігор Райнін (2015-2016)[1]
- Юлія Світлична (15 жовтня 2016 —  5 листопада 2019)[2][d]
- Олексій Кучер (5 листопада 2019 — 27 листопада 2020)[4]
- Тимчук Айна Леонідівна (з 27 листопада 2020 року)[5]

## Виноски
1. ↑  з питань сільського господарства, січень 1963 р. — грудень 1964 р.
2. ↑  з питань промисловості
3. ↑  в. о. до 8 серпня 1996
4. ↑  в. о. голови ОДА з 30 серпня 2016 до 15 жовтня 2016.[3]